# Drmeni
Drmeni (macedónul: Дрмени) település Észak-Macedóniában, a Pelagonijai körzet Reszeni járásában.

## Népesség
| Lakosok száma | 802  | 864  | 822  | 810  | 774  | 849  | 460  | 416  | 361  |
|               | 1948 | 1953 | 1961 | 1971 | 1981 | 1991 | 1994 | 2002 | 2021 |

- 2002-ben 416 lakosa volt, akik közül 404 macedón és 12 török.